# Jinsha
Pour les articles homonymes, voir Jinsha (homonymie).
Le site de Jinsha (chinois : 金沙遗址 ; pinyin : jīnshā yízhǐ) est un site archéologique situé dans la province du Sichuan, dans le district de Qingyang, à Chengdu, en Chine.

## Le site
Ce site fut découvert accidentellement en février 2001 pendant la construction d’une route. Situé à environ 50 km de Sanxingdui, sur les rives du Modi, un affluent du Yangtsé, le site mis au jour atteint une superficie d'environ 5 km2. Il date d’environ 1000 av. J.-C. et montre les mêmes caractéristiques d’enfouissement des objets que le site de Sanxingdui. De l’ivoire, du jade, des objets de bronze, d'or, de pierre sculptés, des milliers de reliques — aussi bien des coiffes et autres parures que des défenses d'éléphant utilisées dans les rituels religieux — furent découverts à Jinsha, mais à la différence de Sanxingdui le site n’était pas entouré d'une muraille. À cela s'ajoute également la découverte sur les lieux de quelque neuf cents armes, sceptres et autres objets ostentatoires.
Outre de nombreux tessons de poterie délimitant l'emplacement d'un quartier habité, on y exhuma non loin de là des dents brisées de sangliers et des bois de cerf suggérant la présence d'un sanctuaire. Un peu plus loin, on mit en évidence l'existence d'un premier cimetière avant que d'autres furent découverts. Ainsi avec ses quartiers d'habitations, ses palais et ses cimetières, le site révèle l'existence passée d'un grand centre urbain. La céramique trouvée par les archéologues révéla que ce centre faisait partie de la culture de Shi'erquiao (environ 1250-1200 à 800-600 avant notre ère).    
Le site a été proposé en 2013 pour une inscription au patrimoine mondial et figure sur la « liste indicative » de l’UNESCO dans la catégorie patrimoine culturel.

## Galerie

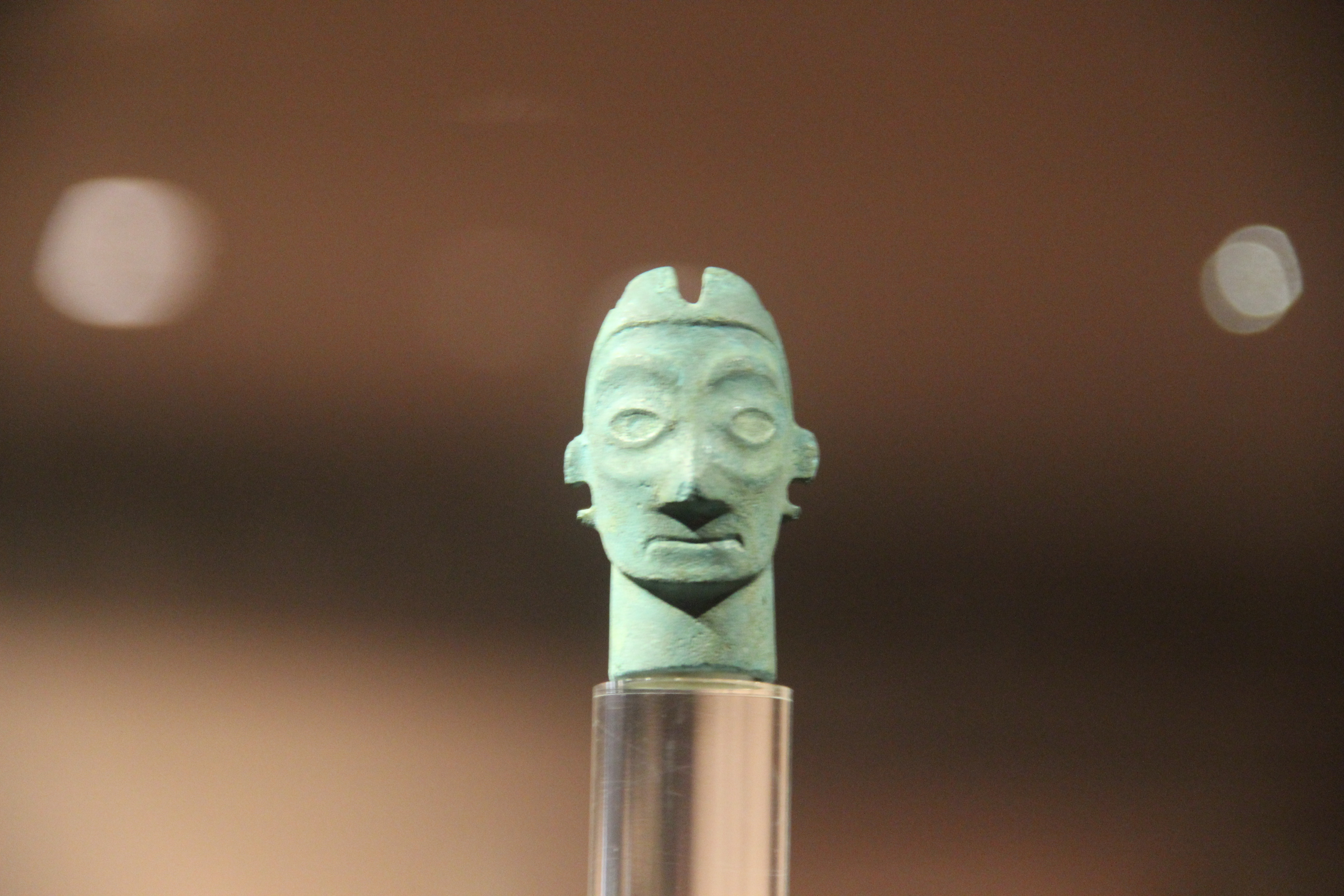
Tête de bronze
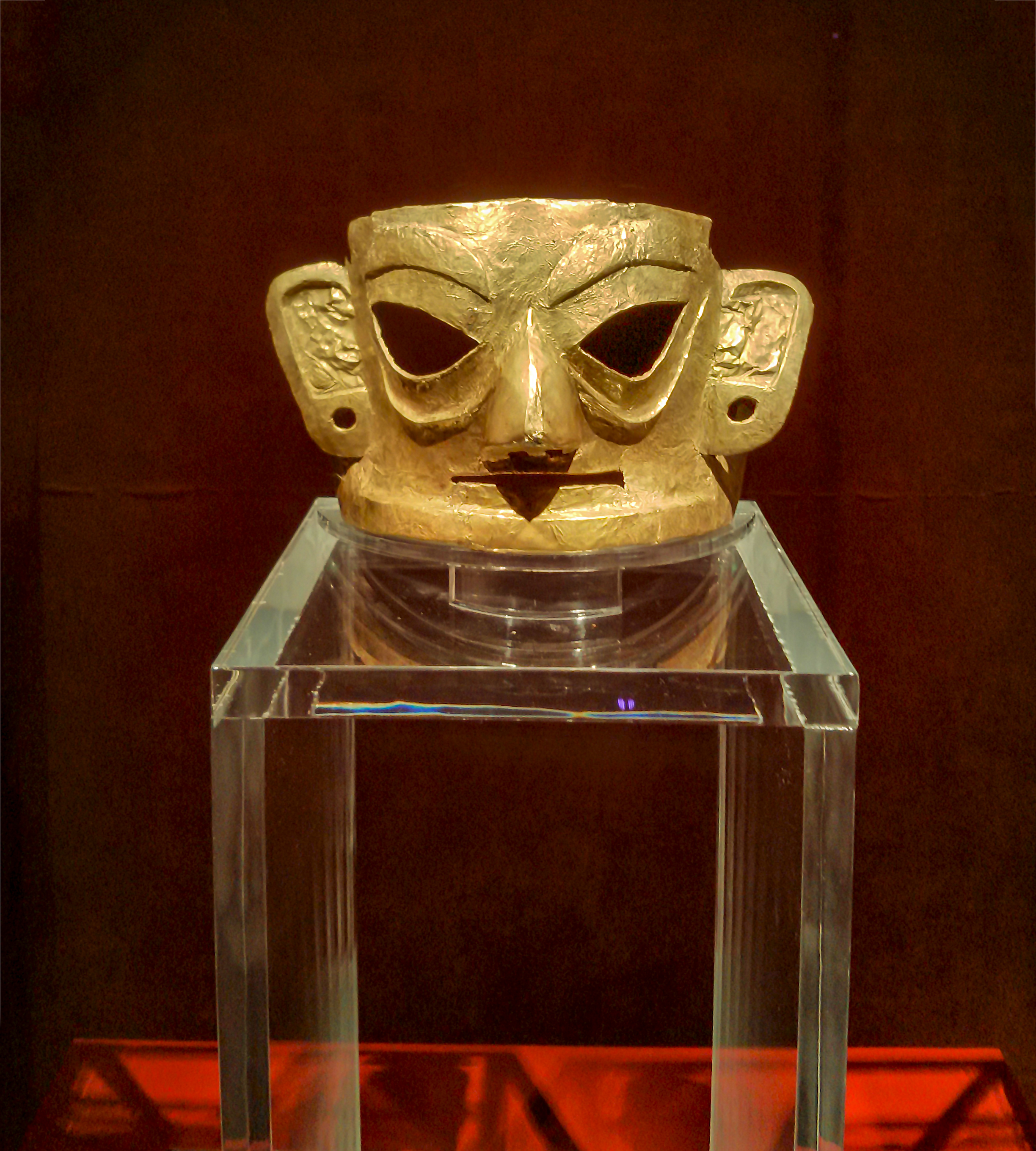
Masque d'or
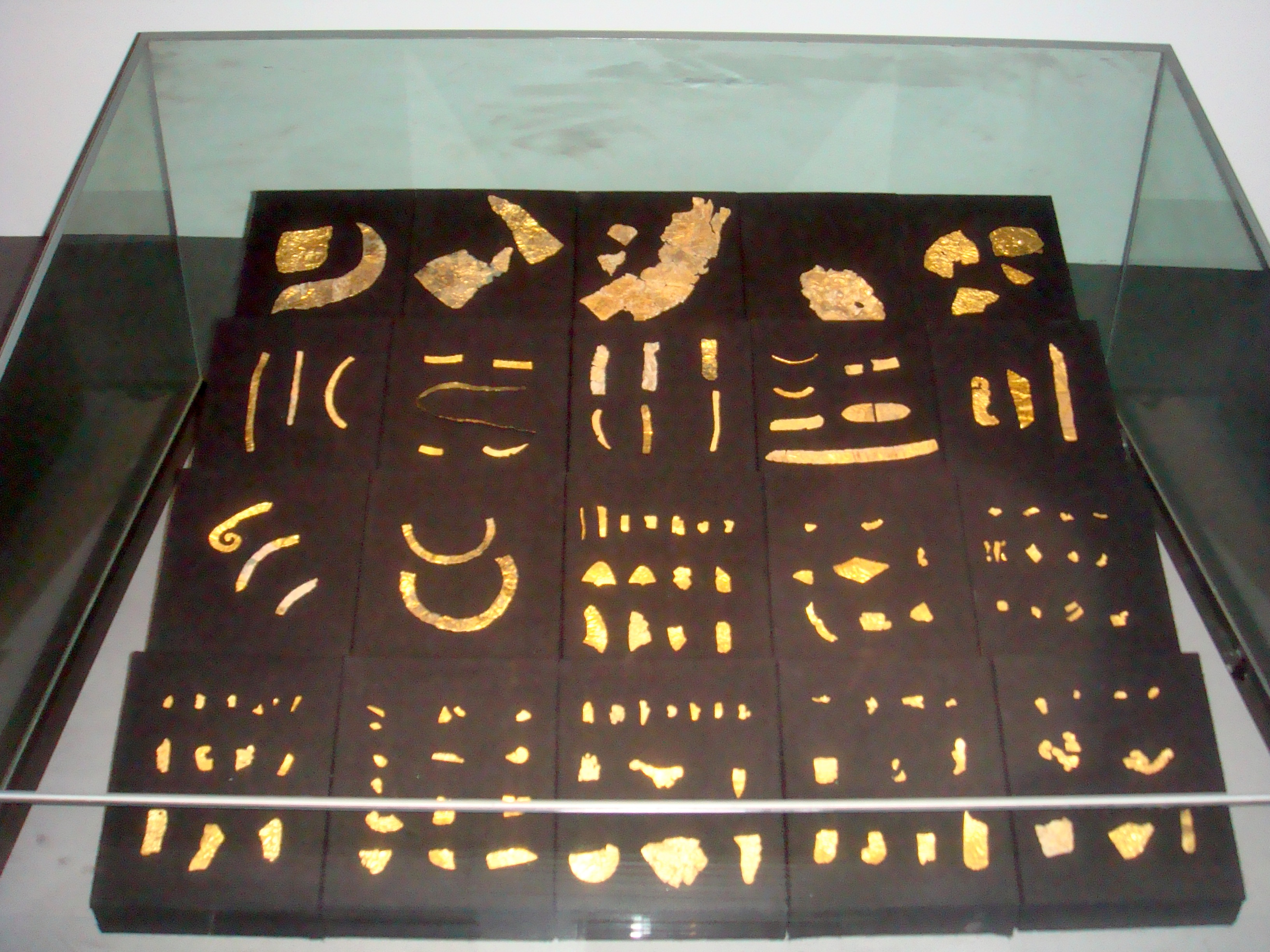
Artefacts d'or
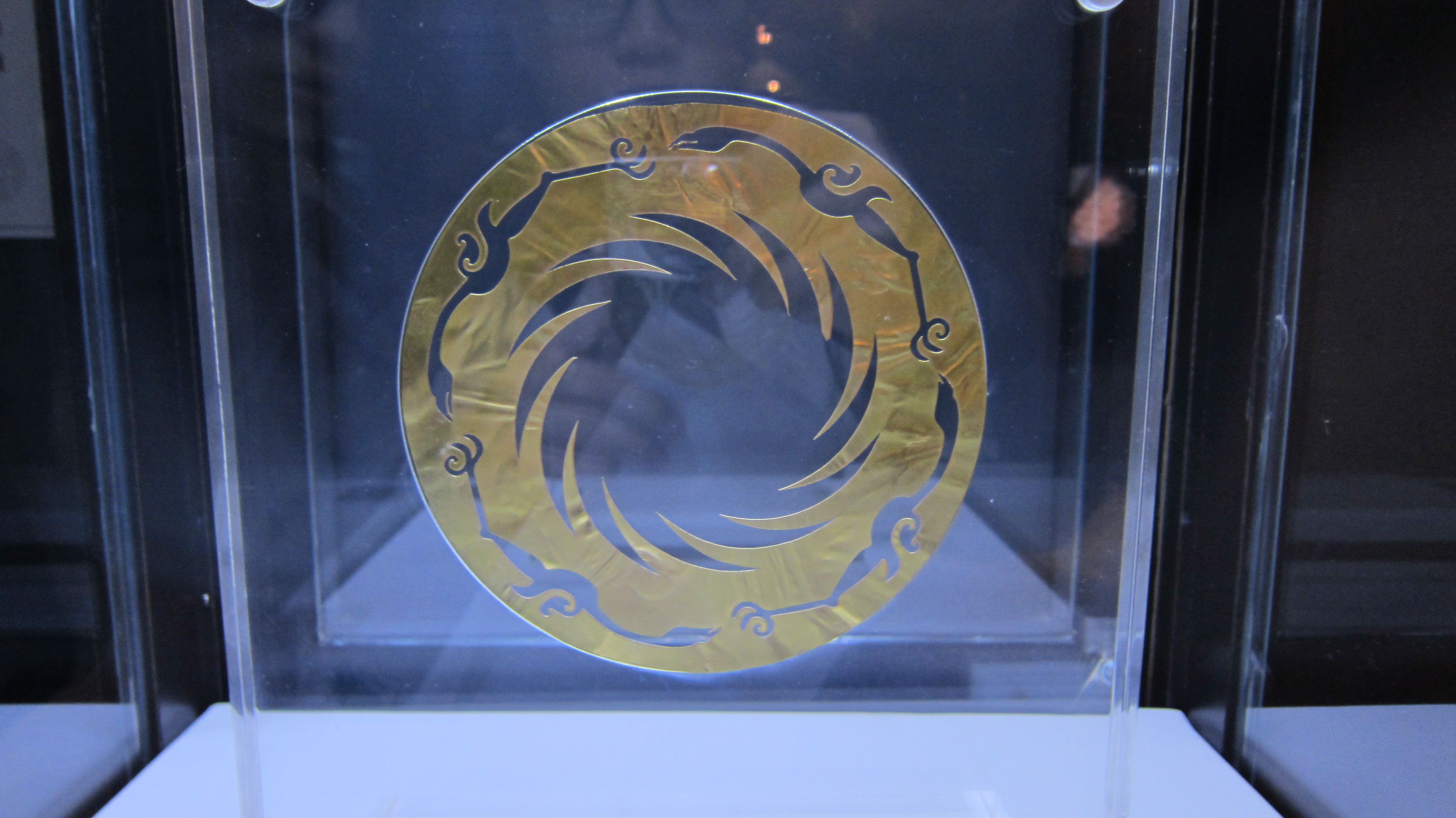
Oiseau soleil d'or